# Harakiri (singel)
Harakiri är en singel från 2012 av den amerikanske musikern Serj Tankian. Det var den tredje singeln som släpptes från Tankians tredje studioalbum Harakiri. Det gick att ladda ned singeln gratis från och med den 20 juni 2012 och en musikvideo släpptes till låten den 10 juli samma år.
Tankian har sagt att ett av ämnena som inspirerade honom att skriva låten "Harakiri" hade att göra med vad han kallar för "massjälvmord av djur" som ägde rum i början av 2011. Tankian nämnde bland annat att runt 25 000 koltrastar dog i Arkansas, 500 000 krabbor dog i Maryland och 100 000 sardiner sköljdes upp på land i södra Kalifornien.

## Låtlista
Alla låtar är skrivna och komponerade av Serj Tankian, om inte annat anges. 
| Nr | Titel    | Längd |
| -- | -------- | ----- |
| 1. | Harakiri | 4:20  |